# Ravenswaaij
Ravenswaaij is een klein dorp in de gemeente Buren, in de Nederlandse provincie Gelderland. Het dorp telt 655 inwoners (2023).
De betekenis van de naam is waarschijnlijk afgeleid van het oud Nederlandse woord wade wat poel of ondiep water betekent en van raven. 

## Geschiedenis
De oudste vermelding van Ravenswaaij wordt gevonden in een oorkonde uit de 12e eeuw. In de 13e eeuw is er sprake van lokale edelen als de ridders Johan van Ravenswade en Surmond van Ravenswade.
In 1410 liet hertog Reinald IV een blokhuis bouwen bij Ravenswaaij. Dit blokhuis was gericht tegen de gewesten Holland en het Sticht Utrecht. In 1506 werd het huis verwoest door Floris van Egmont en in 1523 werden de restanten gesloopt.
Ook bevond zich nabij Ravenswaaij het kasteel Vredestein.
Ravenswaaij was enkele malen onderdeel van strijdtoneel. Zo plunderden in 1427 de troepen van bisschop Rudolf van Diepholt de omgeving, waaronder het dorp Ravenswaaij dat in vlammen op ging. In 1497 vond er een veldslag plaats bij Ravenswaaij waarbij de Gelderse troepen werden verslagen door Frederik van Egmont, graaf van Buren. In 1573 werd de kerk verwoest door Spaanse troepen.
Ravenswaaij behoorde van 1811-1817 bij de gemeente Beusichem. Van 1818-1998 behoorde het bij de gemeente Maurik en vanaf 1999 bij de gemeente Buren.

## Zie ook

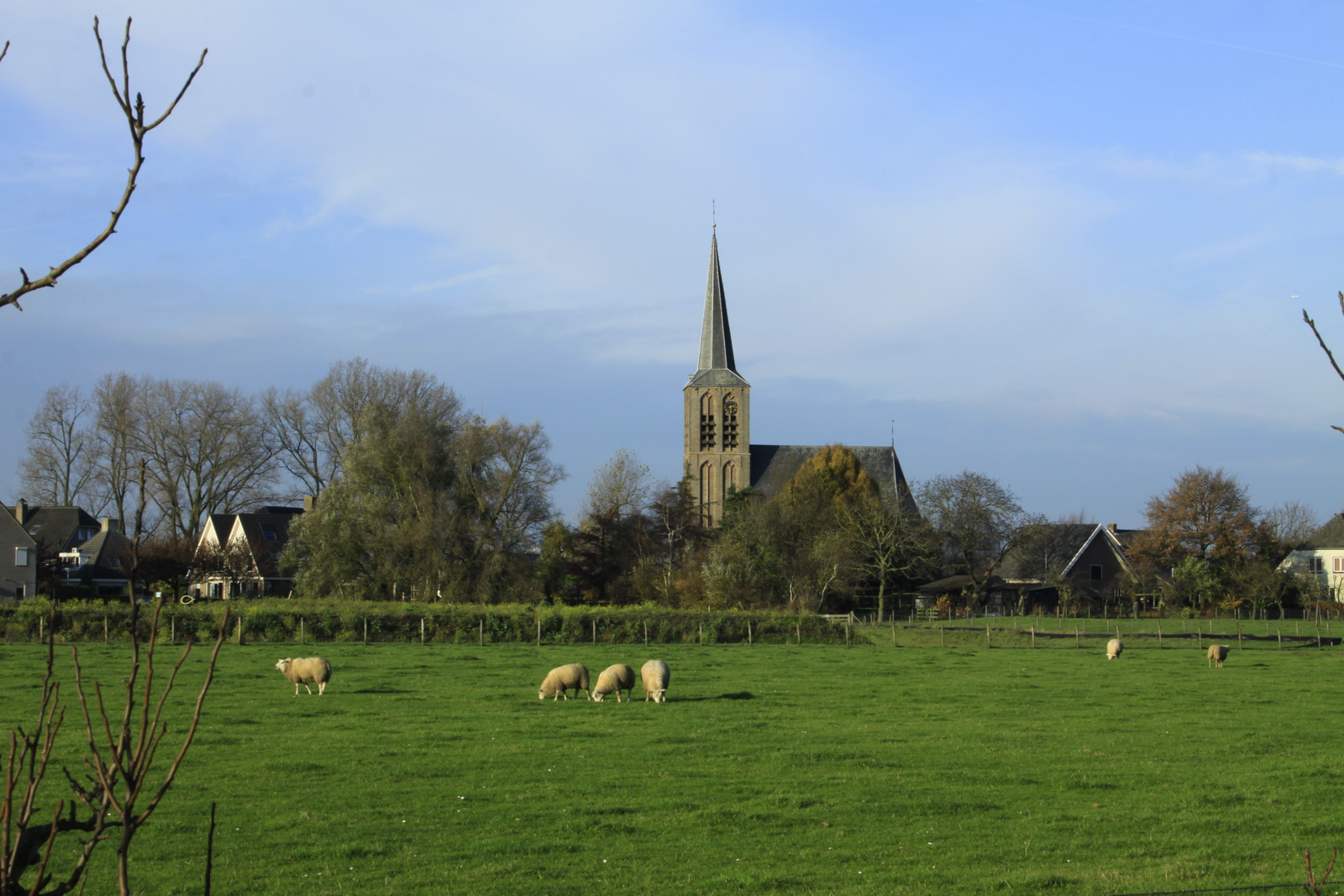
Ravenswaaij aan de Lek